# Order of the Black
Order of the Black – ósmy album studyjny amerykańskiej grupy muzycznej Black Label Society. Wydawnictwo ukazało się 10 sierpnia 2010 roku nakładem wytwórni muzycznych E1 Music, Roadrunner Records oraz Riot Entertainment. Płyta zadebiutowała na 4. miejscu listy Billboard 200 w Stanach Zjednoczonych sprzedając się w nakładzie 33 000 egzemplarzy w przeciągu tygodnia od dnia premiery.

## Lista utworów
Opracowano na podstawie materiału źródłowego.
1. "Crazy Horse" - 4:04
2. "Overlord" - 6:05
3. "Parade of the Dead" - 3:36
4. "Darkest Days" - 4:17
5. "Black Sunday" - 3:23
6. "Southern Dissolution" - 4:56
7. "Time Waits for No One" - 3:36
8. "Godspeed Hellbound" - 4:43
9. "War of Heaven" - 4:09
10. "Shallow Grave" - 3:37
11. "Chupacabra" - 0:49
12. "Riders of the Damned" - 3:23
13. "January" - 2:21

Exclusive Best Buy/Napster tracks
1. "Junior's Eyes" (Geezer Butler/Tony Iommi/Ozzy Osbourne/Bill Ward) - 5:24
2. "Helpless" (Neil Young) - 4:34

International release
1. "Can't Find My Way Home" (Blind Faith) - 3:37

Amazon.com MP3 edition
1. "Bridge over Troubled Water" (Paul Simon) - 3:38